# 효정현황후
효정현황후(孝貞顯皇后, 만주어: ᡥᡳᠶᠣᠣᡧᡠᠩᡤᠠ
ᠵᡝᡴᡩᡠᠨ
ᡳᠯᡝᡨᡠ
ᡥᡡᠸᠠᠩᡥᡝᠣ Hiyoošungga Jekdun Iletu Hūwangheo) 1837년 8월 20일 - 1881년 4월 8일)는 뇨후루 할아 출신으로 출신으로 만주 양황기인(鑲黃旗人, 만주어: ᡴᡠᠪᡠᡥᡝ
ᡤᡡᠰᠠ
ᡤᡡᠰᠠᡳ
 ᠨᡳᠶᠠᠯᠮᠠ Kubuhe Suwayan Gūsai Niyalma)이다. 함풍제의 두 번째 황후이며 섭정 황태후이다. 흔히 동태후(東太后)나 자안황태후(慈安皇太后)로 알려져 있다. 존호는 자안단유강경소화장경황태후(慈安端裕康慶昭和莊敬皇太后)이고, 시호는 효정자안유경화경성정의천조성현황후(孝貞慈安裕慶和敬誠靖儀天祚聖顯皇后)이다. 그녀의 처소가 자금성의 동쪽에 있었다 하여 서쪽에 거주한 서태후와 대비되어 동태후로 불렸다.

## 생애
1852년(함풍 2년) 16세의 나이에 정빈으로 책봉되었고, 정귀비를 거쳐 황후가 되었다. 자식이 없었던 동태후는 서태후의 아들인 동치제를 어려서부터 키웠다. 조금만 잘못해도 야단을 치는 서태후와는 달리 동태후는 감싸 주었기 때문에 동치제는 생모인 서태후보다 자애로운 동태후를 친어머니처럼 여기고 따랐다. 어머니를 싫어했던 동치제가 일부러 동태후와 모자지간처럼 지냈다는 의견도 있다. 1861년 동치제가 즉위하자 동태후는 서태후와 함께 섭정이 되었다. 그러나 동태후는 문맹이었으며 나랏일에 대해서도 자세히 알지 못했고, 정계에 나설 만한 성격이 아니어서 정치에 관한 것은 서태후에게 일임하고 조용히 지냈다. 이후 동치제는 동태후가 간택한 아로특씨를 황후로 삼고 서태후가 고른 여인은 후궁으로 삼았다. 이 사건을 계기로 서태후와 동치제의 사이는 크게 벌어졌다. 동태후는 광서제가 즉위한 뒤 7년만인 1881년 4월 8일 갑자기 사망했다. 일설에는 서태후가 동태후를 죽였다는 이야기도 있다. 서태후가 동태후에게 떡을 건네주었는데 그 떡에 독이 들어있다는 것이다. 하지만 이것은 사실이 아닐 확률이 크다.

## 같이 보기
- 입팔분공